# اووه زلر
اووه زلر (آلمانی: Uwe Seeler؛ ۵ نوامبر ۱۹۳۶ – ۲۱ ژوئیهٔ ۲۰۲۲) ستاره پیشین تیم ملی فوتبال آلمان و یکی از بهترین مهاجمان فوتبال در جهان بود. وی ده‌ها سال پس از کناره‌گیری از فوتبال، هنوز یکی از محبوب‌ترین ورزشکاران آلمان به‌شمار می‌رود. زلر مهاجمی بود که با حرکت‌های آکروباتیک گل‌های زیبایی به ثمر می‌رساند. او علی‌رغم قدی کوتاه، به خاطر قدرت پرش فوق‌العاده، حتی برای مدافعان بلند قامت تیم مقابل نیز هراس‌آور بود.

## تیم فوتبال هامبورگ
زلر در ۹ سالگی به تیم فوتبال باشگاه هامبورگ پیوست. برای نخستین بار هنگامی که فقط ۱۶ سال داشت در لیگ اصلی برای باشگاه هامبورگ بازی کرد. در آن موقع هنوز لیگ برتر فوتبال سراسری آلمان بوندسلیگا پایه‌گذاری نشده بود. زلر در طول فعالیت ورزشی خود، همواره به باشگاه هامبورگ وفادار ماند و در طول ۲۰ سال حضور در هامبورگ ۴۰۴ گل به ثمر رساند.

## تیم ملی
اووه زلر در هفده سالگی نخستین بازی خود را برای تیم ملی فوتبال آلمان انجام داد. وی هنگامی که ۲۴ ساله بود در بازی مقابل دانمارک برای اولین بار بازوبند کاپیتانی را به بازو بست. در بازی فراموش نشدنی نیمه‌نهایی میان آلمان و ایتالیا در چارچوب رقابت‌های جام جهانی مکزیک که به «بازی قرن بیستم» معروف است، دوبار پیروزی زلر در دوئل هوایی، منجر به ایجاد دو موقعیت برای گرد مولر و دوگل توسط او برای تیم ملی آلمان شد. اگر چه این تیم ملی فوتبال ایتالیا بود که در آن بازی پس از ۱۲۰ دقیقه پیکار هیجان‌انگیز، سرانجام با نتیجه چهار بر سه پیروز از میدان خارج شد. زلر مجموعاً ۴۳ گل برای تیم ملی فوتبال آلمان به ثمر رسانید. آخرین گل او، یکی از تماشایی‌ترین گل‌های او و در بازی تاریخی مقابل تیم ملی انگلستان در چارچوب رقابت‌های جام جهانی ۱۹۷۰ در مکزیک بود. در آن بازی، زلر توپ بلندی را با ضربه پشت سر وارد دروازه انگلستان کرد و نتیجه را به مساوی دو بر دو کشانید. مدت کوتاهی پس از آن، گرد مولر مهاجم تیزچنگ تیم ملی آلمان با حرکتی تماشایی برای سومین بار دروازه تیم ملی فوتبال انگلستان را فروریخت و تیم ملی آلمان با پیروزی سه بر دو موفق شد انتقام شکست چهار بر دو خود را در بازی نهایی جام جهانی ۱۹۶۶ در انگلستان از این کشور بگیرد.
اووه زلر بین سال‌های ۱۹۵۸ تا ۱۹۷۰ روی هم در چهار جام جهانی شرکت داشت و مجموعاً ۲۱ بار در آن رقابت‌ها برای تیم ملی آلمان توپ زد. او در هر چهار دوره بازی‌های جام جهانی موفق شد نام خود را وارد فهرست گلزنان کند. چنین افتخاری تا کنون فقط نصیب پله، ستاره افسانه‌ای تیم ملی فوتبال برزیل شده‌است. اووه زلر تا سال ۱۹۹۸ رکورددار بازی‌های ملی آلمان در جام‌های جهانی بود و در آن سال رکورد او توسط لوتار ماتئوس شکسته شد.

## افتخارات
افتخارات بسیاری در کارنامه ورزشی اووه زلر ثبت شده‌است. وی در سال ۱۹۵۸ با تیم ملی فوتبال آلمان به مقام چهارم جهان دست یافت. در سال ۱۹۶۶ نایب قهرمان جهان شد و در سال ۱۹۷۰ مقام سوم را کسب کرد. زلر با هامبورگ در سال ۱۹۶۰ قهرمان باشگاه‌های آلمان شد و در سال ۱۹۶۳ جام حذفی را به دست آورد. وی در فصل ۱۹۶۳/۶۴یعنی در نخستین دور رقابت‌های لیگ برتر فوتبال آلمان بوندسلیگا با ۳۰ گل آقای گل شد. افزون بر آن، زلر در سال ۱۹۶۰ عنوان بهترین بازیکن آلمان را از آن خود کرد. زلر جزو بازیکنانی بود که از روحیه عالی ورزشکاری برخوردار بود. او در تمام سال‌های فعالیت ورزشی خود، تنها یکبار کارت قرمز دریافت کرد. باشگاه اینترمیلان ایتالیا در سال ۱۹۶۱ تلاش کرد با پیشنهادی بالغ بر ۱/۲ میلیون مارک آلمان، که در آن زمان رقم هنگفتی به‌شمار می‌رفت، اووه زلر را از هامبورگ جدا سازد، اما زلر این پیشنهاد را نپذیرفت و به هامبورگ وفادار ماند.

## خداحافظی
اووه زلر در سال ۱۹۷۲ بازی خداحافظی خود را با تیم هامبورگ در مقابل تیم منتخب جهان انجام داد و پس از آن کفش‌های فوتبال خود را به دیوار آویخت. اگر چه او به فعالیت خود در میدان‌های ورزشی پایان داد، اما همچنان در کنار ورزش فوتبال باقی‌ماند. زلر در فاصله سال‌های ۱۹۹۵ تا ۱۹۹۸ در مقام ریاست باشگاه هامبورگ خدمت کرد.